# Chiringuito

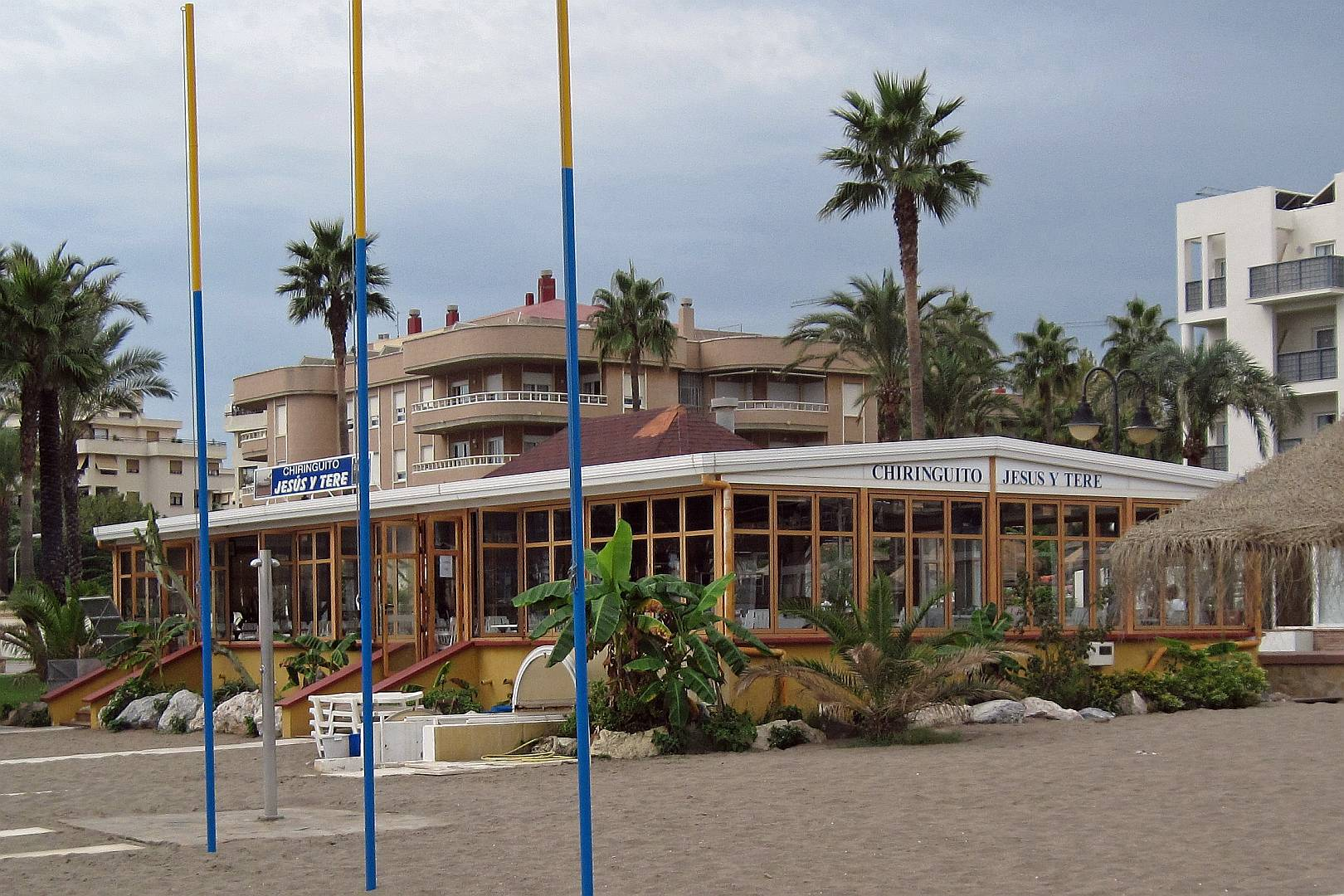
Chiringuito am Strand von Torremolinos, Spanien

Ein Chiringuito (Aussprache [ʧiriŋˈgito]) ist nach der Real Academia Española ein Kiosk oder ein Getränkestand im Freien. In das Deutsche wird der Begriff auch mit Imbissbude oder Strandbar übersetzt. Chiringuitos befinden sich an den Stränden Spaniens, nach der Zeitschrift Historia de Iberia vieja eröffnete das erste Chiringuito im Jahr 1913 in Sitges, einem Badeort bei Barcelona. Der Begriff Chiringuito soll damals auf Kuba für die Bestellung einer Kaffeezubereitung verwendet worden sein. Die meist einfach gebauten Bars öffnen in der Regel am frühen Mittag und schließen am frühen Abend. Sie bieten Eis und Getränke sowie Essen, typische Gerichte sind Tapas, Frittiertes, Gegrilltes, sowie Paella.